# コインブラ大学植物園
コインブラ大学植物園（Jardim Botânico da Universidade de Coimbra、または Jardim Botânico)は、ポルトガルのコインブラにある植物園である。 

## 歴史
コインブラに植物園をつくる試みは1731年に、イギリスで学んだ医師、カストロ・サルメント（Jacob de Castro Sarmento）がチェルシー薬草園をまねて植物園をつくる計画があった。1772年にポンバル侯爵によって設立された自然史博物館（Museu de História Natural）の一部として植物園が作られ、これがコインブラ大学植物園として拡張された。最初の監督者としてイタリアからドメニコ・ヴァンデリ（Domenico Vandelli）が招かれ、1791年からは園長として、その前年にフランスからポルトガルに戻り、コインブラ大学の植物学、農学の教授になった、フェリックス・アヴェラール・ブロテロが選ばれた。1873年から園長を務めた、ジュリオ・アウグスト・エンリケスが、各国の植物園と、種の交換をするなどして栽培する植物の種類を増やした。オランダ領のジャワ島のボイテンゾルグの植物園（ボゴール植物園）から入手したキナの栽培も行われた。エンリケスによって植物学のブロテロ協会を設立し、ブロテロ協会紀要は現在も出版されている。1918年から1937年まで園長を務めたルイス・カリーソ（Luis Wittnich Carrisso）によってアンゴラなどのアフリカの植物が栽培された。

## 植物園の画像

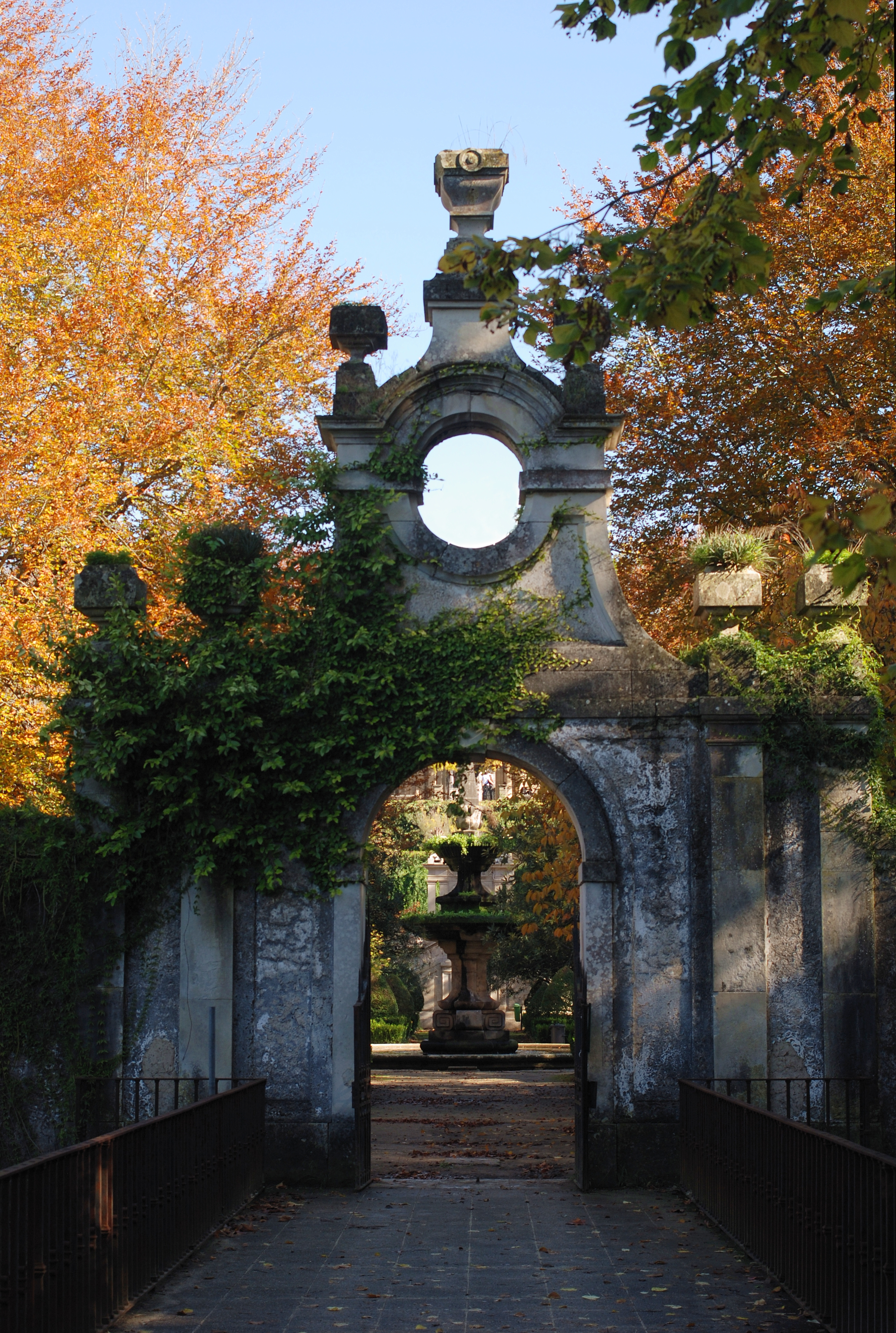
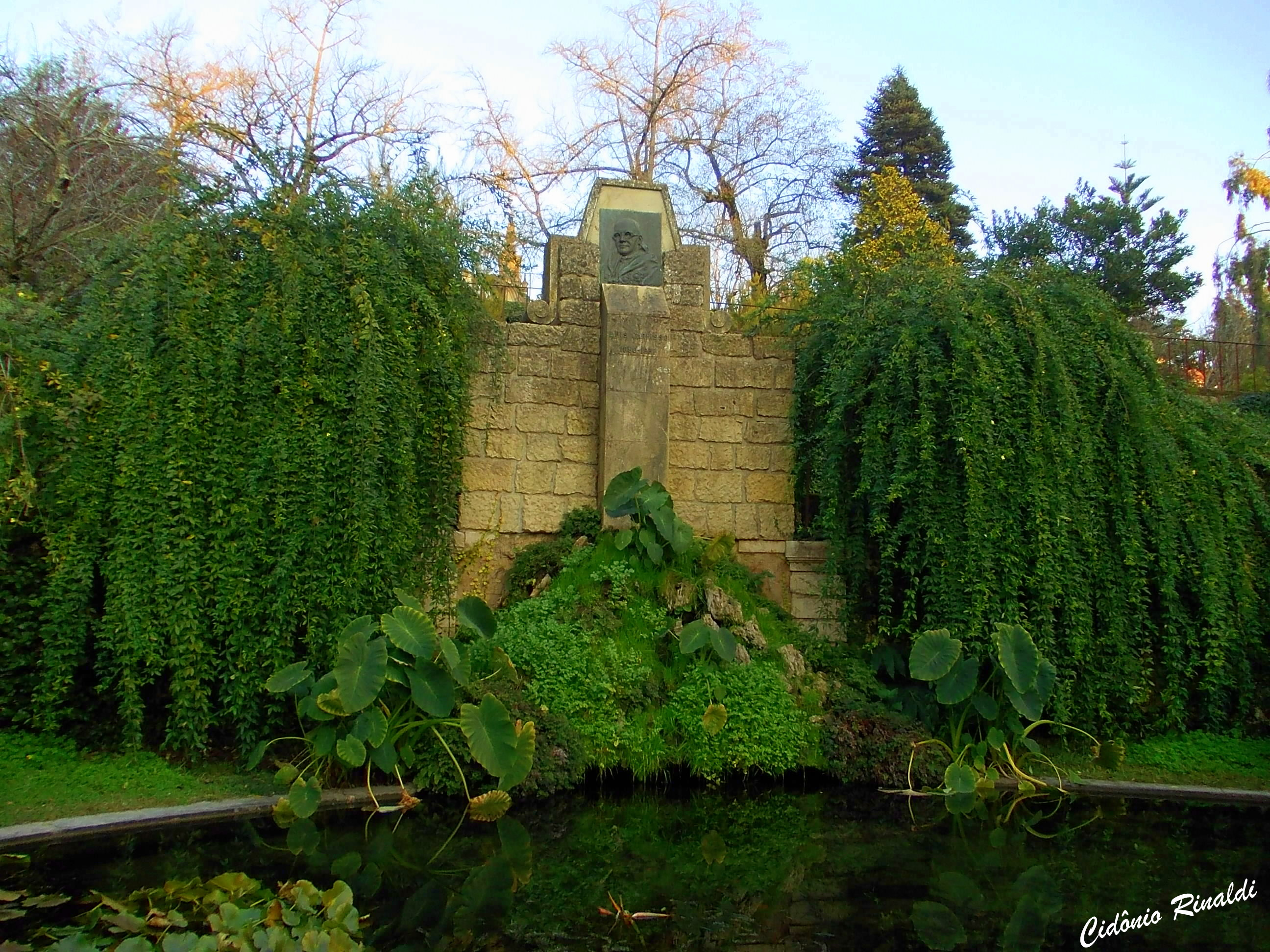
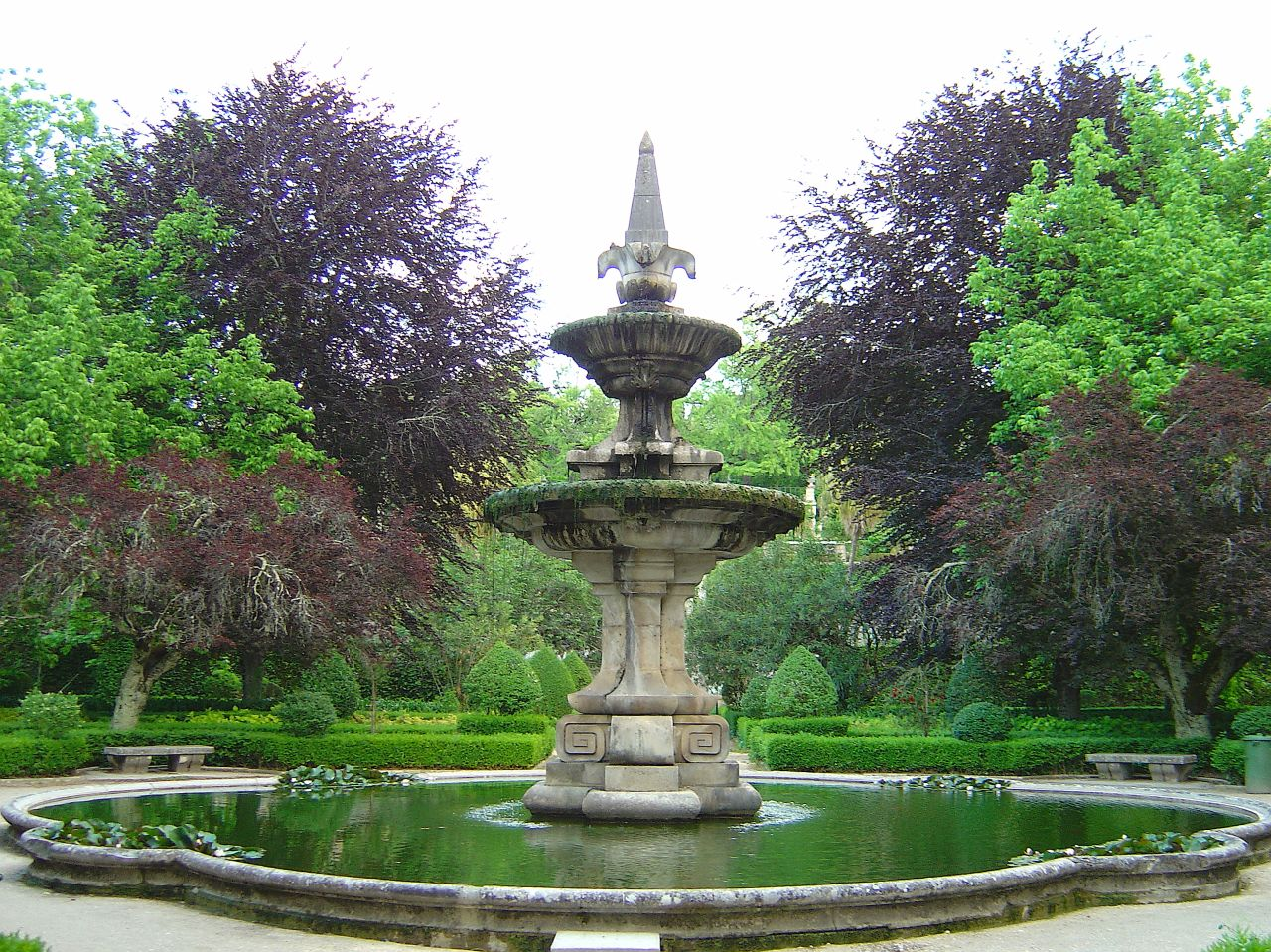
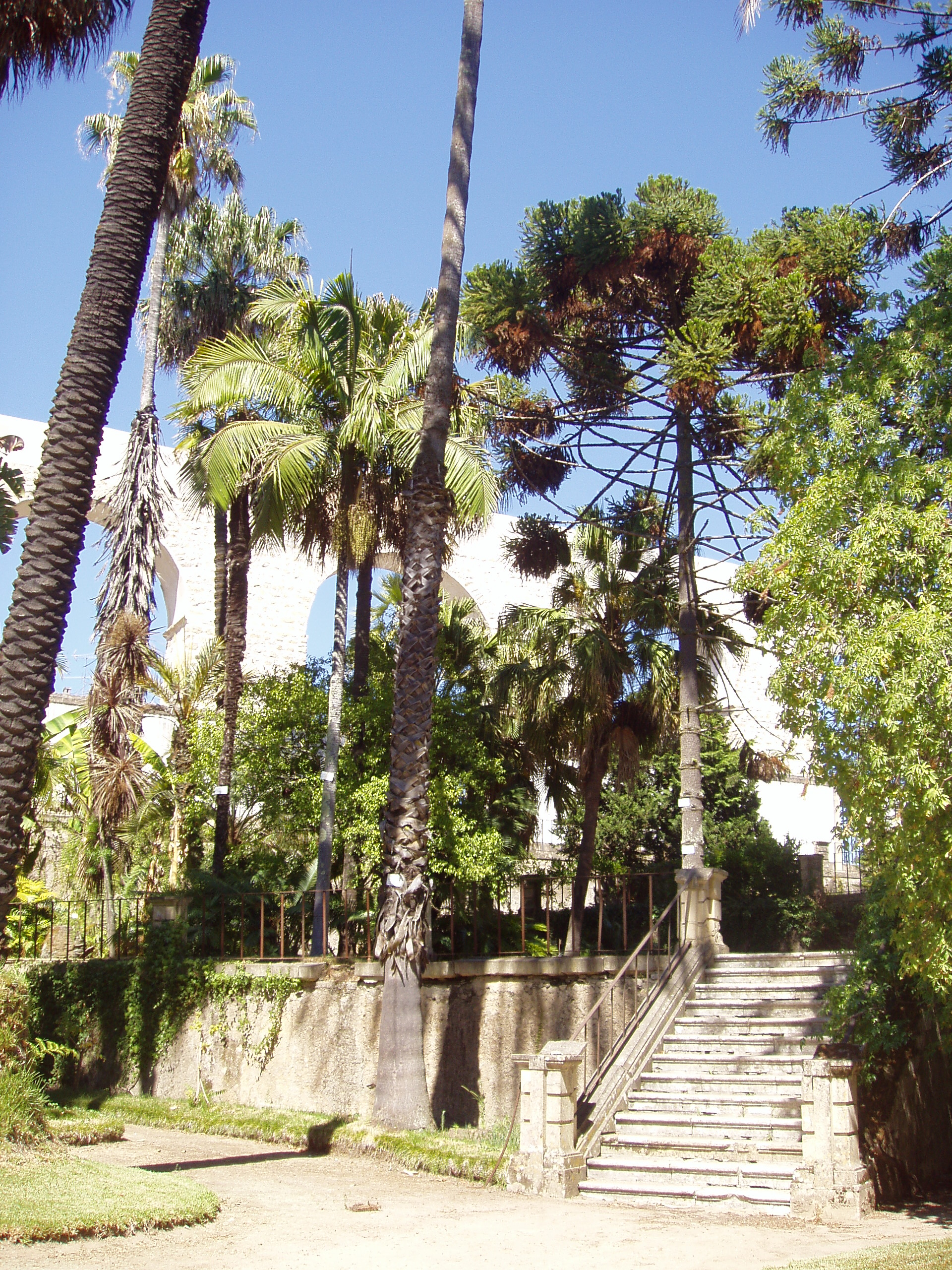
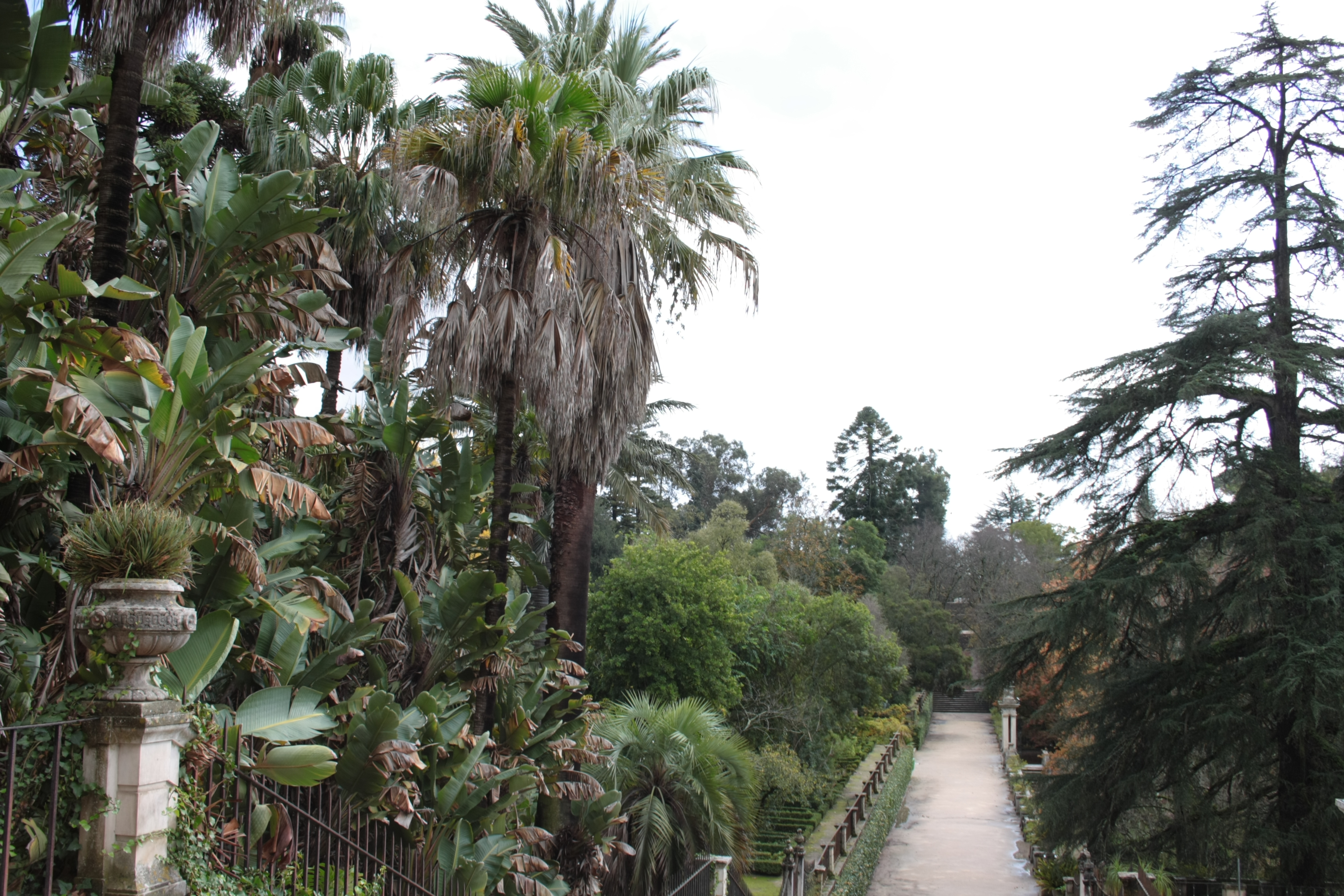